# Херцогенаурах
Херцогенаурах (на немски: Herzogenaurach) е град в Германия. Намира се в Бавария и има население от около 23 000 души. През града минава река Аурах.
Градът става световноизвестен като родното място на Адолф и Рудолф Даслер, който основават компаниите Адидас и Пума. Централите на тези световни концерни и днес се намират в това градче.

## Известни личности от града
- Лотар Матеус – футболист
- Адолф Даслер – създател на Адидас
- Рудолф Даслер – създател на Пума АГ

## Побратимени градове
- Кая, Буркина Фасо
- Нова Градишка, Хърватия
- Волфсберг, Австрия